# イスタンブル物語
『イスタンブル物語』（イスタンブルものがたり）は、森川久美による日本の漫画作品。
『LaLa』（白泉社）にて1988年8月号から1989年2月号まで連載。その後、『ASUKA』（角川書店）に移り1991年まで連載された。単行本は、あすかコミックス（角川書店）から全6巻が刊行されている。

## あらすじ
1921年、ケンブリッジ大学を出た若き考古学者、ルパート・ウィリアムスは小アジアの古代遺跡を調査する為、イスタンブールの街にやって来た。ところが到着早々、ルパートはトルコ人の独立派と皇帝派・イギリス軍との諜報活動に巻き込まれてしまう。成り行きでアリフたち独立派と行動を共にすることになったルパートは、いつしかトルコの独立を目指すムスタファ・ケマルの軍隊とともに、戦う羽目に陥るのだった。

## 登場人物
ルパート・ウィリアムズ
ケンブリッジ大学で考古学を学んだ若者。アンに失恋した勢いも手伝い、小アジア（アナトリア）の遺跡調査をする目的で、独立闘争に荒れるトルコを訪れるが、生来のお人好しの性格やアリフや村人に対する親愛の情から、トルコ独立運動にしだいに参加していくことになる。実はフェンシングの名手でもある。
アリフ
トルコの民族主義者。ムスタファ・ケマル・パシャ側の仕官。イスタンブルで秘密工作に従事している時にルパートと知り合い、お互いに反発しあいながら友情を深めていく。
ハディージャ
アリフの母方の伯母の娘で従兄妹。村長の末娘。父が決めた結婚から逃れる為にイスタンブルに行き、命を落とす。
ラティファ
ムスタファ・ケマルの愛人。イスタンブルで秘密工作に従事。実際のムスタファ・ケマルの妻はラティーフェという名前であった。
村長
アリフの村の村長。娘ハディージャを失った後、イギリス軍の追求から逃れる為に村人を連れてアンカラに亡命。トルコ独立運動に加わる。両親を失ったアリフの父親代わりでもある
アン
ルパートの恩師、ルーカス教授の娘。イスタンブルのイギリス政府高等弁務官スタンレーの妻。ルパートとは「仲の良い友達」との認識を本人は持っていたが、次第に「愛情」をルパートに対してもっていることに気づき、夫バジル・スタンレーを捨て結局ルパートのもとに奔る。
キュメル少佐
高等弁務官事務所付きのイギリス陸軍少佐。なかなかのやり手だがルパートに親近感を抱いている。独立闘争にも内心共感しているらしく、アリフやルパートをたびたび見逃したり、片思いの相手ラティファがアンカラとつながっていることをほぼ知りつつ知らないふりをしている。
アドリアン・サントメール
中近東を中心に活動する武器商人。アンやルパート、ムスタファ・ケマル・パシャと出会うことでトルコ革命軍を支援することになる。この物語でイギリス軍が最終的にトルコからの撤退を受け入れたのは、アドリアンがフランスと個人的に折衝し、イギリスを孤立させることに成功したからである。作中ではただひとりのトーン肌の人物。番外編「危険な関係（リエゾン・デンジャラス）」では主役をはっている。